# Laberinto de Villapresente
El laberinto de Villapresente, en el municipio de Reocín (Cantabria) fue inaugurado 8 de abril de 2017, considerado inicialmente como el más grande de ese tipo en España.
Creado por el comerciante de pinos Emilio Pérez, con un diseño tradicional inspirado en los laberintos ingleses de los siglos XVIII y XIX, el cántabro está construido por un entramado de cipreses (de la variedad Cupressus leylandii) sobre un perímetro de 5625 m² de terreno llano, y lo componen algo más de cinco kilómetros de pasillos de aproximadamente 1 m de anchura y 2,5 m de altura.